# Orfeo Vecchi
Orfeo Vecchi (* um 1551 in Vercelli oder Mailand; † 26. November 1603 in Mailand) war ein italienischer Komponist und Kapellmeister.

## Leben
Vecchi wurde schon im Alter von etwa zehn Jahren für eine Laufbahn als Priester bestimmt. Seine musikalische Ausbildung erhielt er vermutlich am Collegio degli Innocenti an der Kathedrale von Vercelli. 1581 erhielt er die niederen Weihen durch Kardinal Karl Borromäus, der Vecchi als Kapellmeister der Kirche S. Maria della Scala in Mailand vorgeschlagen hatte. 1582 übernahm er die Kapellmeisterstelle am Dom von Vercelli, wo er 1583 zum Priester geweiht wurde. In Vercelli blieb er bis 1587. 1588 ist er dann wieder in Mailand an S. Maria della Scala nachgewiesen, wo er dann bis zu seinem Lebensende Kapellmeister war.
Vecchi hinterließ fast ausschließlich geistliche Kompositionen. Während seine früheren Werke oft kunstvoll polyphon gestaltet waren, hielt er sich später im Wesentlichen an die Vorgaben nach dem Konzil von Trient, zugunsten der Textverständlichkeit auf polyphone Satzweisen zu verzichten, ohne einen einheitlichen Reformstil zu entwickeln. Seine 1597 gedruckten vierstimmigen Messen weisen Ähnlichkeiten mit den Werken des Mailänder Domkapellmeisters Vincenzo Ruffo aus. In seiner späten, postum gedruckten Scielta de madrigali zeigte er Interesse daran, deklamatorische Gestaltungsweisen für die geistliche Musik nutzbar zu machen.

## Werke
Vokalmusik
- Missarum liber primus, 5vv (1588)
- Missa, psalmi ad vesperas dominicales, magnificat, motecta, et psalmorum modulationes 8v., 1590
- Psalmi integri in totius anni solemnitatibus, 2 Magnificat, 4 antiphonae ad B.V.M., 5vv, bc (1596) [bc also pubd separately, 1598]
- Missarum liber primus, 4vv, bc (1597), ed. O. Beretta (Lucca, 1991)
- Motetti libro primo, 5vv (1597, 2/15994)
- Missarum liber secundus, Missa pro defunctis, sacrae cantiones, 5vv (1598)
- Motectorum liber secundus, 5vv, bc (1598³)
- Motectorum liber tertius, 6vv (1598)
- Falsi bordoni figurati sopra gli otto toni ecclesiastici, Magnificat, Te Deum laudamus, hinni, antifone, Letanie, 3–5, 8vv (1600)
- Hymni totius anni … cum antiphonis et Litaniis B.V.M., 5vv (1600)
- In septem Regii Prophetae psalmos, liber quartus, 6vv (1601)
- Psalmi in totius anni solemnitatibus, 2 Magnificat, 5vv (1601)
- Missarum liber tertius, 5vv (1602)
- La donna vestita di sole … 21 madrigali (1602)
- Magnificat liber primus, 5vv (1603)
- Motectorum liber primus, 4vv (1603)
- Cantiones sacrae, 6vv (Antwerp, 1603)
- Scielta de Madrigali, 5vv (1604)
- Cantiones sacrae, 5vv (Antwerp, 1608)
- Salmi intieri, 5vv (1614) [not 1st edn]

Instrumentalmusik
- 3 Instrumentalduette
- 117 Intavolierungen (Pelpliner Orgeltabulatur)[1]